# Corruzione al Palazzo di giustizia (miniserie televisiva)
Corruzione al Palazzo di giustizia  è un film per la televisione del 1966 diretto da Ottavio Spadaro e tratto dall'omonimo dramma di Ugo Betti.
Nel 1974 tale dramma ebbe anche una trasposizione cinematografica diretta da Marcello Aliprandi.